# 拉福雷新堡
拉福雷新堡（法語：Châteauneuf-la-Forêt，法語發音：[ʃatonœf la fɔʁɛ]）是法国新阿基坦大区上维埃纳省的一个市镇，位于该省东南部，属于利摩日区。

## 地理
拉福雷新堡（45°42'46"N, 1°36'22"E）面积29.25 平方千米，位于法国新阿基坦大区上维埃纳省，该省份为法国中西部省份，北起顺时针与安德尔省、克勒兹省、科雷兹省、多爾多涅省、夏朗德省和维埃纳省接壤。
与拉福雷新堡接壤的市镇（或旧市镇、城区）包括：讷维克昂捷、布里扬斯河畔拉克鲁瓦西耶、利纳尔、圣安娜-圣普列斯特、圣梅阿尔、叙萨克。
拉福雷新堡的时区为UTC+01:00、UTC+02:00（夏令时）。

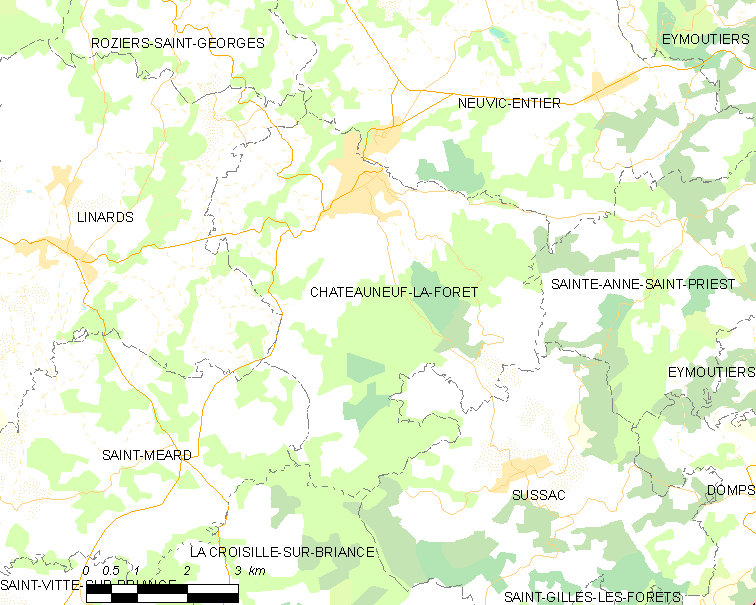
拉福雷新堡的OSM定位图

## 行政
拉福雷新堡的邮政编码为87130，INSEE市镇编码为87040。

## 政治
拉福雷新堡所属的省级选区为埃穆捷县。

## 人口

1962-2008年间拉福雷新堡人口变化图示

拉福雷新堡于2022年1月1日时的人口数量为1536人。